# Llengua saurashtra
La llengua Saurashtra és una llengua indoària parlada pel poble Saurashtra de Gujarat que va emigrar cap al sud de l'Índia; especialment la comunitat saurashtra es troba a Madurai al Tamil Nadu. A les estadístiques de l'Índia apareix com a Gujarati. Els parlants al cens de 2001 eren 185.420.
La llengua té la seva pròpia escriptura però en general és només una llengua parlada per manca de mestres i escoles i el parla un nombre reduït de gent, que alternativament fan servir l'escriptura llatina, la devanagari o la tàmil.